# 長牙蝰魚
長牙蝰魚（学名：Chauliodus minimus）为輻鰭魚綱巨口鱼目巨口鱼科的其中一種。分布於南大西洋海域，為深海魚類，棲息深度0-210公尺，體長可達14.5公分，以魚類及甲殼類為食。

## 外部連結
長牙蝰魚的圖片 （页面存档备份，存于）

## 扩展阅读
維基物種上的相關：長牙蝰魚